# Hipster

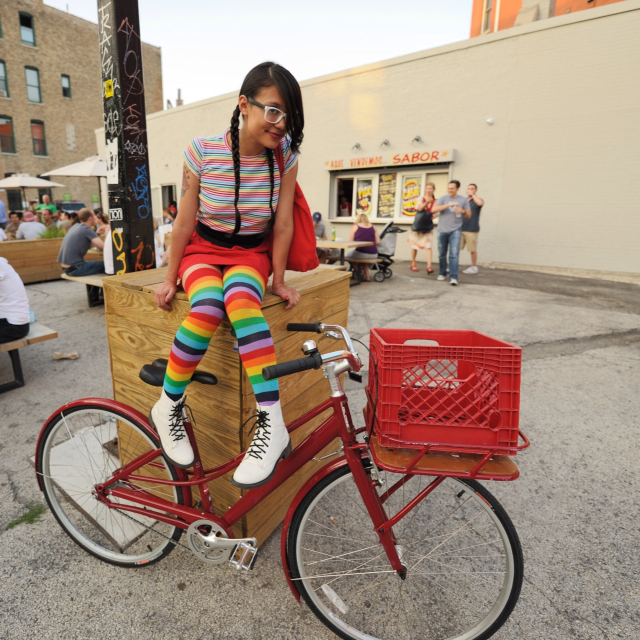
Amerykańska hipsterka z Chicago.

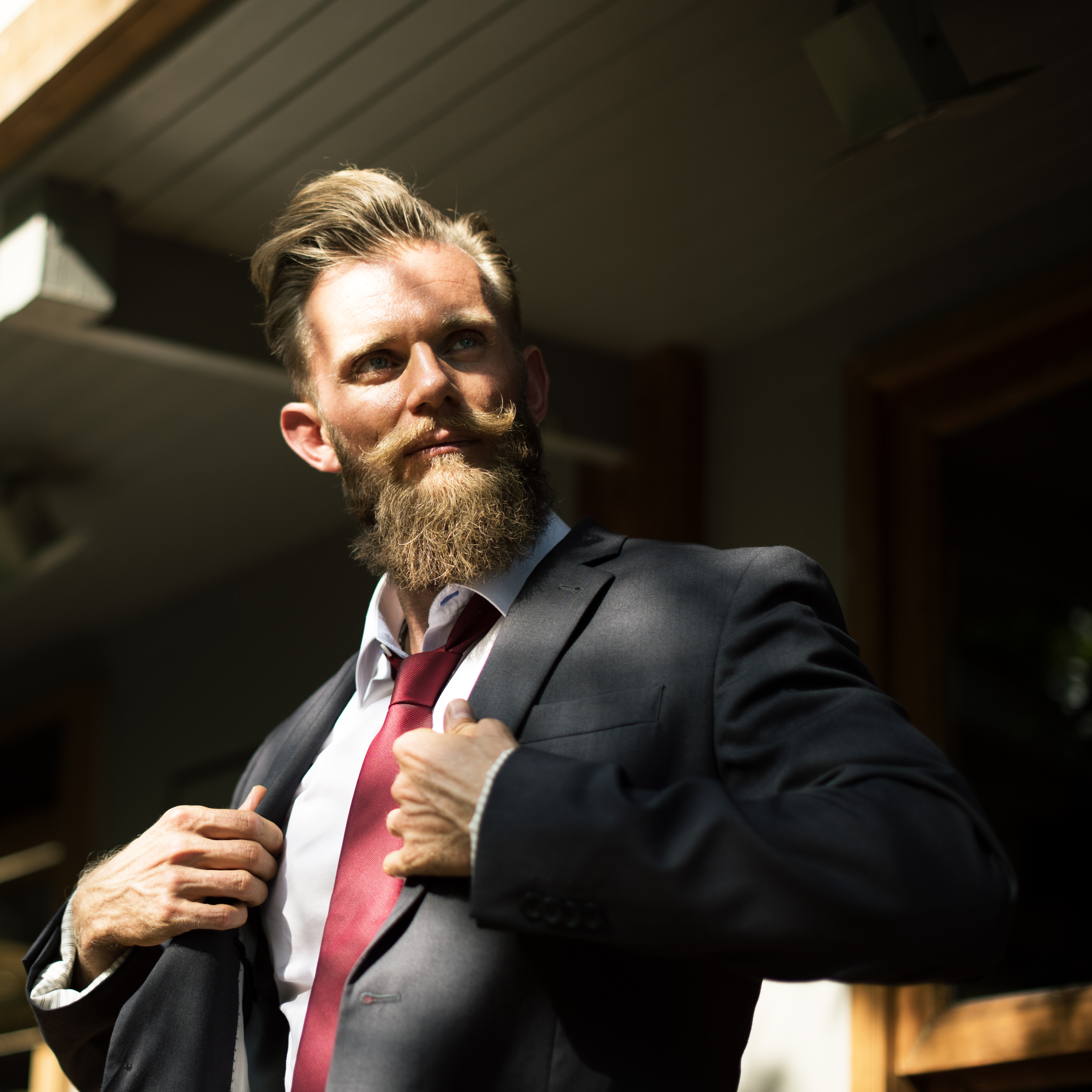
Współczesny hipster miejski w garniturze.

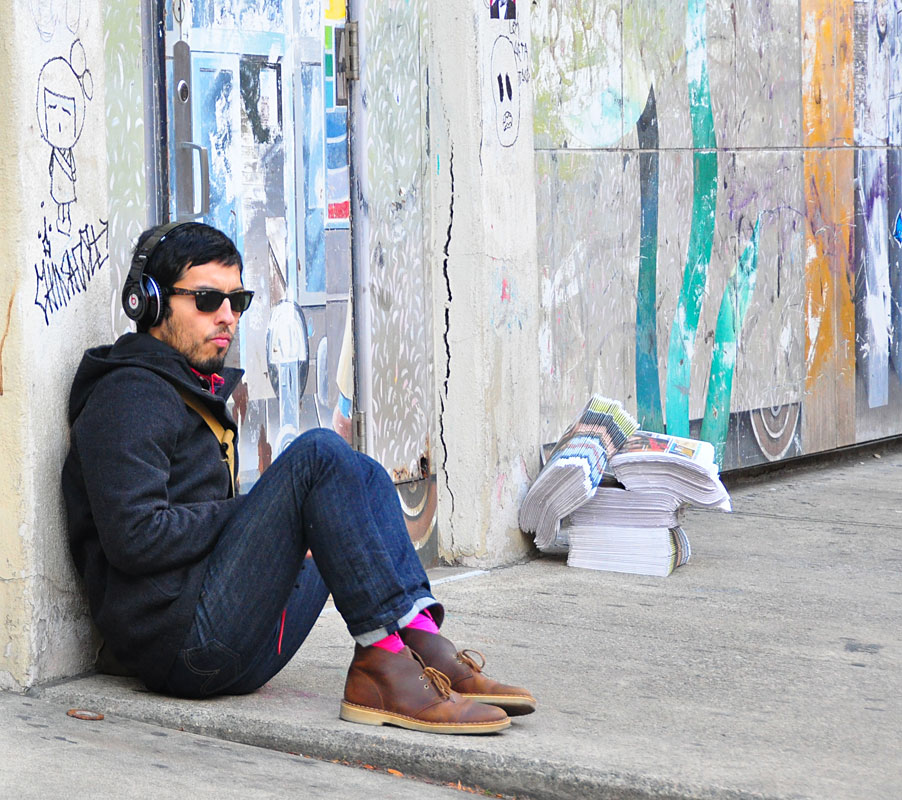
Hipster na ulicy w Bostonie.

Hipster – przedstawiciel współczesnej subkultury, funkcjonującej zarówno wśród nastolatków, jak i ludzi po 20. i 30. roku życia i starszych. Wyznacznikiem stylu hipsterów jest deklarowana niezależność wobec głównego nurtu kultury masowej (tzw. mainstreamu) i ironiczny stosunek do niego oraz akcentowanie swojej oryginalności i indywidualności. Hipsterzy silnie podkreślają swój wizerunek, rozumiany zarówno poprzez wyrazisty i „artystyczny” strój (m.in. w stylu vintage), jak i poprzez wyjątkowe, nieszablonowe zainteresowania. Pośród hipsterów ceniona jest deklarowana niezależność myślenia, zajmowanie się twórczością artystyczną, zainteresowanie niszowymi formami kultury, w tym muzyką, filmem niezależnym itd., niezależnymi magazynami typu Vice i Clash i stronami internetowymi, takimi jak Pitchfork.

## Geneza terminu
Hipsterzy współcześnie stanowią jedną z najbardziej nieokreślonych subkultur.
Określenie „hipster” po raz pierwszy pojawiło się w obiegu w latach 40. XX wieku w środowisku słuchaczy czarnego jazzu. „Słowo hipster wywodzi się z języka afrykańskiego ludu Wolof, gdzie „hip” to ten oświecony, który ma oczy otwarte. W latach 30. XX wieku w czarnym slangu amerykańskich jazzmanów zwanym jive rozpowszechniło się słowo „hep”, określając wtajemniczonych w jazzową kulturę. Generacja bebopu lat 40. uznała je za przestarzałe i postawiła na hip. Hipster narodził się w momencie, gdy na nowoczesnej ulicy spotkali się biały z czarnym, dlatego okrzyknięto go „białym Murzynem” (White Negro). Największą szansą w przygodzie hipstera było przekroczenie własnej kultury i rasy, ustanawianie komunikacji między obcymi światami”.
Hipster jako „biały Murzyn” był przedstawicielem klasy średniej słuchającym bebopu. Geneza pojęcia odnosi się do ówczesnych zachowań wymierzonych przeciwko mainstreamowi. Hipster z tego okresu był białym Amerykaninem aktywnie uczestniczącym w kulturze jazzu praktykowanego przez czarnych muzyków. Pierwszymi twórcami tego gatunku byli przeważnie nieznający nut potomkowie niewolników. Bezpośrednimi kontynuatorami owej kontestatorskiej tradycji byli twórcy tworzący krąg bitników, nieformalnego awangardowego ruchu literacko-kulturowego z lat 50. XX wieku. Przedstawiciele Beat Generation realizowali idee anarchistycznego indywidualizmu, nonkonformizmu, swobody twórczej i autentycznej kontrkulturowości.
„Pojęcie Beat generation narodziło się w Village, artystycznej dzielnicy Nowego Jorku. Było to środowisko z założenia celujące w konsumpcyjny styl życia, a zwłaszcza w jego wytwór idealny – kołtuna, tworzący je zaś pisarze zupełnie świadomie zaludniali marginesy społeczeństwa”. Bitnik, podobnie do współczesnego hipstera, eksperymentował z seksualnością, nie posiadał wzorów zachowań uznawanych przez większość społeczeństwa i odznaczał się romantycznym snobizmem. Był nonkonformistą nieuznającym wartości społeczeństwa konsumpcyjnego. Swoje poglądy manifestował przez swoisty ubiór, będący uzewnętrznieniem „ja”. Strój pozwalał bitnikom na estetyczne odcięcie się od większości społeczeństwa masowego, z którym byli skonfliktowani.

## Cechy charakterystyczne przedstawiciela subkultury hipsterów
Hipster jest przeciwnikiem mainstreamu. Burzy funkcjonujące w przestrzeni społecznej podziały na to, co alternatywne i mainstreamowe, wysokie i niskie, kobiece i męskie, kiczowate i wyszukane, dobre i złe. Hipster jest jednocześnie przeciwnikiem kultury masowej, jak i jej aktywnym uczestnikiem, dlatego zaciera granice między sztuką przeznaczoną dla elit a wytworami przemysłu kulturowego.
Hipsterzy są asystemowi. To mieszkańcy wielkich miast, którzy nabierają dystansu do otaczającej ich rzeczywistości i ujmują ją w ironiczny nawias. „Hipsterski bunt sprowadza się, w swoich założeniach, do krytyki nieoryginalności, a więc rozwiązań proponowanych przez kulturę głównego nurtu. Hipsterzy stawiają się w opozycji do kultury mainstreamu i swoim oryginalnym strojem i niszowymi zainteresowaniami pragną odciąć się od dominującej kultury. Bunt nie prowadzi jednak ani do wycofania się z opresyjnego społeczeństwa (jak w przypadku nowoczesnych hipsterów), ani do zaproponowania nowej jakości [...]”.

## Społeczno-kulturowy wymiar hipsterstwa
Paradoksem istnienia subkultury hipsterów jest to, że osoby dające się z powodu swojego stylu zaklasyfikować jako hipsterzy najczęściej sami nie są skłonni tak się nazywać. Według socjologa Marka Greifa wynika to z użycia przez współczesnych młodych ludzi własnego, wyjątkowego stylu i gustu do budowania własnego kapitału kulturowego, rozumianego według definicji Pierre’a Bourdieu. Młodzi ludzie, funkcjonujący w warunkach wysokiej społecznej mobilności i niepewnej sytuacji ekonomicznej, najczęściej nie posiadają wysokiej pozycji społecznej ani zgromadzonego kapitału pieniężnego, przekładających się na społeczną stabilność. W zamian konstruują swoją pozycję w społeczeństwie poprzez sugerowanie swojego dostępu do najnowszej mody, nowych kierunków w kulturze i sztuce itp. Wizerunek taki, oparty na stylu, modzie i deklarowanych zainteresowaniach, zdaniem Greifa podatny jest na zdemaskowanie jako „hipsterski”, czyli stworzony w celu uzyskania społecznego awansu, co według socjologa czyni słowo „hipster” rodzajem obelgi pośród samych hipsterów. Ze względu na wyżej opisane zjawisko, hipsterzy zdają się nieświadomie tworzyć subkulturę ludzi o podobnych poglądach, wyglądzie czy zainteresowaniach. Dążenie więc do odmienności, odrębności swej osoby jako jednostki przestaje być możliwe.
Stylistyka hipsterów nawiązuje do kampu, który cechuje „zwycięstwo formalnego wyrafinowania, stylu i ironii nad jednoznacznością i powagą treści bliskie dandyzmowi”. Krzykliwy ubiór hipstera odznacza się dużym eklektyzmem, przesadną ekstrawagancją i kampową skłonnością do kiczu. W celu dowolnej modyfikacji swojego wyglądu hipsterzy posługują się technikami pastiszu i kolażu.
Hipsterzy byli nazywani też scenesterami. Pojęcie to po raz pierwszy pojawiło się w latach 40. XX wieku, odżyło w latach 90. i używane jest nadal. Według Allena Ginsberga hipster to „bardzo rimbaudowski typ, sam nic nie tworzy, nie pisze, tak naprawdę to nie wie za dużo o literaturze poza tym, co wyczyta w niezależnych magazynach, ale o tym z kolei wie wszystko”. Natomiast Krzysztof Varga, parafrazując słowa Ginsberga, przytacza następującą definicję hipstera: „zna wszystkich, których znać należy, sam nic nie tworzy, wie tylko to, o czym pisze się w modnych magazynach”.

## Kontrowersje
Hipsterzy wywołują wiele społecznych kontrowersji. Sami twierdzą, że są uznawani za niebezpiecznych ze względu na ich „niejednoznaczność” oraz rzekome „zacieranie się granic między jedną a drugą płcią”. Przedstawiciele subkultury hipsterów nie dostosowują się do uznawanego przez większość zbiorowości systemu ról i wartości.